# Ryuichi Sakamoto
Ryuichi Sakamoto (坂本 龍一, Sakamoto Ryūichi) (Pronúncia japonesa: [ɽju͍ːꜜitɕi sakamoto]) (Nakano, 17 de janeiro de 1952 – 28 de março de 2023), foi um músico, compositor, produtor e ator japonês, baseado em Tóquio e Nova York. Foi membro da banda Yellow Magic Orchestra.

## Biografia
Em 1970, Sakamoto estudou na Universidade Nacional de Tóquio de Belas Artes e Música, onde formou-se bacharel em composição e mestre com ênfase em música eletrônica e música étnica. Onde também experimentava equipamentos de música eletrônica, incluindo sintetizadores como: Buchla, Moog e ARP.
Em 1978, Sakamoto gravou seu primeiro disco, que inclui as canções "The Thousand Knives" (em 1981 uma versão da música também foi lançada pelo grupo Yellow Magic Orchestra no album BGM) e "The End of Asia". Na mesma época, tornou-se membro da banda de synthpop Yellow Magic Orchestra, juntamente com Haruomi Hosono e Yukihiro Takahashi, no final da década de 1970, alcançaram o topo da parada britânica com o sucesso "Firecracker", influenciando o surgimento do acid house e do movimento techno do final da década de 1980 e começo da década de 1990.[carece de fontes?]
Sakamoto faleceu em 28 de março de 2023, a morte de Sakamoto foi anunciada em seu perfil verificado no Twitter. Ele lutava contra um câncer retal em estágio 4, que desde então se espalhou para ambos os pulmões.

## Colaborações
Sakamoto colaborou em muitos singles e álbuns com David Sylvian (banda Japan) e outros celebres da música internacional como: Fennesz, Alvo Noto, Towa Tei e DJ Dmitry (grupo Deee-Lite), Thomas Dolby, Bill Laswell, Nam June Paik, Roddy Frame (do Aztec Camera), Iggy Pop, Caetano Veloso e, Rodrigo Leão. Também produziu o álbum de Virginia Astley "Hope In A Darkened Heart", de 1986, que inclui David Sylvian como convidado.[carece de fontes?]

## Filmografia e trilhas sonoras
Sakamoto fez algumas participações em filmes. Em 1983, apareceu em Merry Christmas, Mr. Lawrence, filme de Nagisa Oshima, ao lado do cantor David Bowie. Sakamoto também compôs a trilha sonora e a música-tema "Forbidden Colours", cantada por Sylvian.
Sakamoto, David Byrne e Cong Su ganharam o Oscar por sua trilha sonora feita para o filme O Último Imperador de Bernardo Bertolucci, em 1987. Entre outros filmes, Sakamoto fez a trilha dos filmes Tacones Lejanos (1992) de Pedro Almodóvar, Emily Brontë's Wuthering Heights (1992),  O Pequeno Buda (1993), de Bertolucci, da série de televisão Wild Palms (1993), de Oliver Stone, Love Is the Devil: Study for a Portrait of Francis Bacon, (1988) de John Maybury, Snake Eyes (1998), de Brian De Palma, Gohatto (1999), de Nagisa Oshima, e Femme Fatale (2002).
Em 2009, a cantora Utada Hikaru, utilizou amostras da música "Merry Christmas Mr. Lawrence", trilha sonora do filme de mesmo nome, em uma de suas músicas: "Merry Christmas Mr. Lawrence - FYI". Entretanto as letras foram escritas pela própria Utada.

## Discografia (álbuns)
- The Thousand Knives (1978)
- B2-Unit (1980)
- The Arrangement (1981 – Japanese EP w/Robin Scott)
- Left-Handed Dream (1981 – versão dos Estados Unidos, inclui faixas de The Arrangement EP)
- Merry Christmas Mr. Lawrence (banda sonora) (1983)
- Coda (1983 – versões de piano de material de Merry Xmas Mr. Lawrence)
- Ongakuzukan (1984)
- Illustrated Musical Encyclopedia (1985 – versão do Reino Unido de Ongakuzukan com alteração de faixas)
- Esperanto (1985)
- Futurista (1986)
- Neo Geo (1987)
- Beauty (1989)
- Heart Beat (1992)
- Sweet Revenge (1994)
- Soundbytes (1994)
- Smoochy (1995)
- 1996 – (1996)
- Discord (1997)
- BTTB (1998)
- Life (1999)
- In The Lobby At G.E.H. In London (2001)
- Comica (2002)
- Elephantism (2002)
- Vrioon (2003)
- World Citizen (2003) com David Sylvian
- Chasm (2004)
- Moto-Tronic (2004)
- /04 (2004)
- /05 (2005)
- Insen (2005) com Alva Noto
- Chasm (2005)
- async (2017)

## Principais prêmios
| Ano  | Prêmio        | Categoria                                                          | Nota                                                         |
| ---- | ------------- | ------------------------------------------------------------------ | ------------------------------------------------------------ |
| 1987 | Oscar         | Melhor Trilha Sonora Original                                      | Filme: O Último Imperador dividido com David Byrne e Cong Su |
| 1987 | Globo de Ouro | Melhor Trilha Sonora Original                                      | Filme: O Último Imperador dividido com David Byrne e Cong Su |
| 1991 | Globo de Ouro | Melhor Trilha Sonora Original                                      | Filme: "The Sheltering Sky" dividido com Richard Horowitz    |
| 1984 | BATAVIA       | Melhor Trilha Sonora                                               | Filme: Feliz Natal, Mr. Lawrence                             |
| 1987 | Grammy        | Melhor Trilha Sonora Original Instrumental para Filme ou Televisão | Filme: O Último Imperador dividido com David Byrne e Cong Su |
| 1995 | Grammy        | Melhor Composição Instrumental para Filme ou Televisão             | Indicado Filme: " Little Buddha"                             |